# Юрё (национальный парк)
Юрё (швед. Djurö) — национальный парк в Швеции, расположенный на крупнейшем в стране озере Венерн, в лене Вестра-Гёталанд. Национальный парк Юрё расположен на архипелаге и включает в себя около 30 островов. 

## Национальный парк
Острова бедны растительностью из-за тонкого слоя почвы. На острове Йисслан, благодаря известнякам, больше разнообразия флоры и фауны. Из птиц здесь водятся скопы, соколы, кулики, чайки.
На островах в XVI веке поселилось несколько семей, занимавшихся рыболовством и сельским хозяйством, но позже архипелаг был покинут. В данный момент островов можно достичь на лодке, но каких-либо регулярных рейсов нет. 
Вид с островов однообразный — кроме виднеющейся вдали горы Киннекулле с них видно лишь окружающее озеро.